# Strobilanthes furcatus
Strobilanthes furcatus är en akantusväxtart som beskrevs av Kalipada Biswas. Strobilanthes furcatus ingår i släktet Strobilanthes och familjen akantusväxter. Inga underarter finns listade i Catalogue of Life.